# Элитная Лига чемпионов АФК 2025/2026. Общий этап
Данная статья содержит информацию об общем этапе Элитной Лиги чемпионов АФК сезона 2025/26, который начнётся 15 сентября 2025 года и завершится 18 февраля 2026 года. В общем этапе Элитной Лиги чемпионов АФК приняли участие 24 команды разделённые на 2 группы по 12 команд, которые разыграют 16 путёвок в стадию плей-офф.
В общем этапе Элитной Лиги чемпионов АФК приняли участие 12 национальных футбольных ассоциаций.
Это второй сезон Элитной Лиги чемпионов АФК, который проходит по швейцарской системе.

## Жеребьевка
Жеребьевка состоялась 15 августа 2025 года.

### Посев для плей-оффа

#### Восток
|    | Команда     |
| -- | ----------- |
| A1 | Аль-Садд    |
| A2 | Насаф       |
| A3 | Аль-Духаиль |
| A4 | Аль-Гарафа  |

|    | Команда        |
| -- | -------------- |
| B1 | Шабаб Аль-Ахли |
| B2 | Аль-Шорта      |
| B3 | Шарджа         |
| B4 | Аль-Вахда      |

|    | Команда     |
| -- | ----------- |
| C1 | Трактор     |
| C2 | Аль-Ахли    |
| C3 | Аль-Хиляль  |
| C4 | Аль-Иттихад |

#### Запад
|    | Команда        |
| -- | -------------- |
| D1 | Шанхай Порт    |
| D2 | Мельбурн Сити  |
| D3 | Шанхай Шеньхуа |
| D4 | Чэнду Жунчэн   |

|    | Команда            |
| -- | ------------------ |
| E1 | Ульсан Хёндэ       |
| E2 | Джохор Дарул Тазим |
| E3 | Сеул               |
| E4 | Канвон             |

|    | Команда            |
| -- | ------------------ |
| F1 | Бурирам Юнайтед    |
| F2 | Виссел Кобе        |
| F3 | Санфречче Хиросима |
| F4 | Матида Зельвия     |